# Ferkó Csaba
Ferkó Csaba (Budapest, 1987. július 7. –) magyar labdarúgó.
Nevelőegyesületei az MTK és a Vasas voltak.
Innen előbb a III. kerülethez, majd a másodosztályú Integrál-DAC-hoz került, ahonnan fél szezon után igazolta le a ZTE.
A 2007–2008-as szezonban 10 alkalommal lépett pályára az NB III-ban szereplő ZTE II csapatában és egy gólt szerzett. Első NB I-es mérkőzését 2008. június 2-án játszotta, 45 percet töltött a pályán az FC Fehérvár ellen 3-1-re elveszített bajnoki találkozón.
A 2008–2009-es idénytől kezdve tagja a ZTE felnőtt keretének.
2008 végén lágyéksérülést szenvedett, műteni is kellett, így hosszabb ideig nem léphetett pályára.
A fiatal bal oldali középpályás a 2009-es nyári átigazolási időszak utolsó napjaiban 1+1 éves szerződést írt alá a Magyar Másodosztály Nyugati Csoportjában szereplő Tatabányával.
2011-ben a Vasas SC játékosa lett. Első élvonalbeli gólját 2012. április 15-én a Videoton-Vasas (4-1) mérkőzésen szerezte.